# Duga (otok)
Duga je nenaseljeni otočić u hrvatskom dijelu Jadranskog mora.
Njegova površina iznosi 0,017 km². Dužina obalne crte iznosi 0,5 km.